# Џевад Галијашевић
Џевад Галијашевић (село Мошевац код Маглаја, 4. март 1962) босанскохерцеговачки је политички аналитичар и стручњак за безбједност и тероризам.

## Биографија
Постао је члан Савеза комуниста Југославије као веома млад. Од 1986. године постојао је сукоб између Галијашевића и политичког руководства Босне и Херцеговине. На изборима за руководство у мјесној заједници Мошевац, Џевад Галијашевић и Хасан Делић су имали највише гласова, међутим, маглајско руководство се успротивило таквој одлуци сматрајући да они нису ни морално ни политички подобни. Галијашевић је на јавном скупу говорио о људским правима и слободама у БиХ, тражећи подршку у његовој борби против локалних лидера у Маглају. Ухапшен је након скупа и провео је седам мјесеци у затвору. Ту је започео штрајк глађу, а организације за људска права су тражиле његово помиловање. Предсједништво БиХ га је помиловао 27. јануара 1989. године, након што је његова мајка потписала петицију тражећи његово ослобађање. Хасан Делић је ухапшен у мају 1986.
Током рата у Босни и Херцеговини, Галијашевић се придружио Армији Републике Босне и Херцеговине и био је официр у 3. корпусу. Министар безбједности БиХ Драган Мектић показао је фотографију на којој Галијашевић предаје рапорт Алији Изетбеговићу и Сакибу Махмуљину у селу Гостовићи. Према Галијашевићу, један од вођа Ал Каиде Ајман ел Завахри, који је неколико пута долазио у БиХ, посјетио је подручје Маглаја у септембру 1992. године.
Био је предсједник општинског одбора Странке за Босну и Херцеговину у Маглају 1999. године. Постао је начелник општине Маглај 2000. године. Као начелник, тражио је да 1.500 муџахедина напусти српске куће у Горњој Бочињи, због чега је постао омражен међу њима. У септембру 2006. године је два пута извршен напад на њега, због чега је био приморан да пресели своју породицу у Хрватску. Крајем новембра 2006. изјавио је да је Харис Силајџић „био организатор и спонзор доласка муџахедина у Босну”. Био је на челу општинске администрације у Маглају 2007. године.
Његовог петнаестогодишњег сина је 2010. године претукао педесетдвогодишњи мушкарац под изговором да његов отац „ради за четнике (Србе)”.
Галијашевић тврди да је Босна и Херцеговина најопаснија тачка у Европи са становишта џихадистичко-терористичке пријетње.

### Контроверзе
Поједини босанскохерцеговачки политичари и медији из Федерације БиХ неретко оспоравају његову стручност, а у оспоравању његовог рада посебно је активан министар безбедности Драган Мектић који Галијашевића јавно назива квазиекспертом. Галијашевић је првостепено био осуђен пред општинским судом у Коњицу због клевете о службенику у Министарству безбедности БиХ Аднану Длакићу. Пандемију вируса корона назвао је „терористичким концептом”.